# Віллагранде-Стризаїлі
Віллагранде-Стризаїлі, Віллаґранде-Стризаїлі (італ. Villagrande Strisaili, сард. Biddamanna Istrisàili) — муніципалітет в Італії, у регіоні Сардинія,  провінція Ольястра.
Віллагранде-Стризаїлі розташоване на відстані близько 330 км на південний захід від Рима, 90 км на північ від Кальярі, 14 км на захід від Тортолі, 11 км на північний захід від Ланузеі.
Населення — 3311 осіб (2014).
Щорічний фестиваль відбувається 1 серпня. Покровитель — San Gabriele Arcangelo.

## Демографія
Населення за роками:

Станом на 1 січня 2023 року в муніципалітеті офіційно проживали 34 іноземці з 9 країн, серед них 22 громадяни країн Євросоюзу та 1 громадянин України.

## Сусідні муніципалітети
- Арцана
- Дезуло
- Фонні
- Джиразоле
- Лотцораї
- Оргозоло
- Талана
- Тортолі